# Società Sportiva Lazio 1989-1990
Questa voce raccoglie le informazioni riguardanti la Società Sportiva Lazio nelle competizioni ufficiali della stagione 1989-1990.

## Stagione
La Lazio sempre allenata da Giuseppe Materazzi si è classificata al nono posto nella Serie A 1989-1990 ottenendo 31 punti, gli stessi del Bari, quattro punti sopra la zona retrocessione, che ha mandato in Serie B l'Udinese, il Verona, la Cremonese e l'Ascoli. Per questa annata sportiva, a causa dei lavori di ristrutturazione dello Stadio Olimpico in vista del Campionato mondiale di calcio 1990, la squadra biancoazzurra ha dovuto giocare le partite casalinghe allo Stadio Flaminio. Anche per questa stagione la dirigenza laziale, ha puntato su giocatori sudamericani, al confermato uruguaiano Ruben Sosa si sono aggiunti il brasiliano Amarildo preso dal Celta di Vigo in Spagna, miglior marcatore stagionale con 9 reti, ed il centrocampista l'argentino Pedro Troglio arrivato dal Verona. Lo scudetto è stato vinto per la seconda volta dal Napoli di Maradona, davanti alle milanesi e alla Juventus.
In Coppa Italia al posto dei gironi, si torna alle eliminazione dirette, la Lazio supera il primo turno battendo (2-0) l'Ancona, ma viene eliminata al secondo turno dal Bologna che passa (0-2) al Flaminio.

## Divise e sponsor
Dopo un biennio la Lazio cambia sponsor tecnico per la stagione 1989-1990, con Kappa che lascia il posto a Umbro, mentre è confermato lo sponsor ufficiale Cassa di Risparmio di Roma.

## Organigramma societario
Area direttiva
- Proprietario: Giorgio Calleri
- Presidente: Gianmarco Calleri
- Vice Presidente: Giorgio Calleri
- Segretaria: Gabriella Grassi

Area tecnica
- Direttore sportivo: Carlo Regalia
- Allenatore: Giuseppe Materazzi
- Allenatore in seconda: Giancarlo Oddi

## Rosa

Da sinistra: i neoacquisti stranieri dell'annata, il centrocampista argentino Pedro Troglio e l'attaccante brasiliano Amarildo.

| N. |                   | Ruolo | Calciatore              |
| -- | ----------------- | ----- | ----------------------- |
|    | Italia (bandiera) | P     | Valerio Fiori           |
|    | Italia (bandiera) | P     | Fernando Orsi           |
|    | Italia (bandiera) | D     | Cristiano Bergodi       |
|    | Italia (bandiera) | D     | Paolo Beruatto          |
|    | Italia (bandiera) | D     | Angelo Gregucci         |
|    | Italia (bandiera) | D     | Marco Monti             |
|    | Italia (bandiera) | D     | Massimiliano Nardecchia |
|    | Italia (bandiera) | D     | Massimo Piscedda        |
|    | Italia (bandiera) | D     | Raffaele Sergio         |
|    | Italia (bandiera) | D     | Roberto Soldà           |
|    | Italia (bandiera) | C     | Oberdan Biagioni        |

| N. |                      | Ruolo | Calciatore              |
| -- | -------------------- | ----- | ----------------------- |
|    | Italia (bandiera)    | C     | Andrea Icardi           |
|    | Italia (bandiera)    | C     | Alessandro Manetti      |
|    | Italia (bandiera)    | C     | Franco Marchegiani      |
|    | Italia (bandiera)    | C     | Davide Olivares         |
|    | Italia (bandiera)    | C     | Gabriele Pin (capitano) |
|    | Italia (bandiera)    | C     | Claudio Sclosa          |
|    | Argentina (bandiera) | C     | Pedro Troglio           |
|    | Brasile (bandiera)   | A     | Amarildo                |
|    | Italia (bandiera)    | A     | Alessandro Bertoni      |
|    | Italia (bandiera)    | A     | Paolo Di Canio          |
|    | Uruguay (bandiera)   | A     | Rubén Sosa              |

## Calciomercato

### Sessione estiva
| Acquisti | Acquisti                | Acquisti         | Acquisti            |
| R.       | Nome                    | da               | Modalità            |
| -------- | ----------------------- | ---------------- | ------------------- |
| P        | Fernando Orsi           | Arezzo           | definitivo          |
| D        | Cristiano Bergodi       | Pescara          | definitivo          |
| D        | Marco Monti             | Virescit Bergamo | riscatto cartellino |
| D        | Massimiliano Nardecchia | Monza            | definitivo          |
| D        | Raffaele Sergio         | Mantova          | definitivo          |
| D        | Roberto Soldà           | Verona           | definitivo          |
| C        | Oberdan Biagioni        | Monopoli         | fine prestito       |
| C        | Franco Marchegiani      | Pescara          | definitivo          |
| C        | Davide Olivares         | Virescit Bergamo | definitivo          |
| C        | Pedro Troglio           | Verona           | definitivo          |
| A        | Amarildo                | Celta Vigo       | definitivo          |
| A        | Alessandro Bertoni      | Avellino         | definitivo          |

| Cessioni | Cessioni             | Cessioni         | Cessioni   |
| R.       | Nome                 | a                | Modalità   |
| -------- | -------------------- | ---------------- | ---------- |
| P        | Silvano Martina      | Torino           | definitivo |
| D        | Antonio Delucca      | Avezzano         | definitivo |
| D        | Nelson Gutiérrez     | Verona           | definitivo |
| D        | Raimondo Marino      | Lecce            | definitivo |
| C        | Antonio Elia Acerbis | Verona           | definitivo |
| C        | Luigi Di Biagio      | Monza            | definitivo |
| C        | Cristiano Di Loreto  | Mantova          | definitivo |
| C        | Alfonso Greco        | Cagliari         | definitivo |
| C        | Ciro Muro            | Cosenza          | definitivo |
| A        | Gustavo Dezotti      | Cremonese        | definitivo |
| A        | Antonio Rizzolo      | Pescara          | definitivo |
| A        | Giampaolo Saurini    | Virescit Bergamo | prestito   |

### Sessione autunnale
| Acquisti | Acquisti          | Acquisti         | Acquisti      |
| R.       | Nome              | da               | Modalità      |
| -------- | ----------------- | ---------------- | ------------- |
| A        | Giampaolo Saurini | Virescit Bergamo | fine prestito |

| Cessioni | Cessioni          | Cessioni  | Cessioni |
| R.       | Nome              | a         | Modalità |
| -------- | ----------------- | --------- | -------- |
| C        | Oberdan Biagioni  | Monopoli  | prestito |
| A        | Giampaolo Saurini | Lodigiani | prestito |

## Risultati

### Serie A

#### Girone di andata
| Arbitro: | Agnolin (Bassano del Grappa) |

|  |           |                              |
|  | Marcatori | 29’ L. Pellegrini 34’ Vialli |

| Arbitro: | Sguizzato (Verona) |

|  |           |                    |
|  | Marcatori | 41’ (aut.) Maldini |

| Arbitro: | Luci (Firenze) |

|          |           |             |
| Sosa 62’ | Marcatori | 19’ Dezotti |

| Arbitro: | Magni (Bergamo) |

|                      |           |  |
| R. Baggio 71’ (rig.) | Marcatori |  |

| Arbitro: | Cornieti (Forlì) |

|                               |           |  |
| Amarildo 4’, 21’ Gregucci 26’ | Marcatori |  |

| Arbitro: | F. Baldas (Trieste) |

|                  |           |                      |
| Iorio 37’ (rig.) | Marcatori | 55’ (aut.) Sotomayor |

| Arbitro: | Agnolin (Bassano del Grappa) |

|              |           |                        |
| Di Canio 38’ | Marcatori | 53’ (rig.) De Agostini |

| Cesena 8 ottobre 1989 8ª giornata | Cesena              | 0 – 0 referto | Lazio | Stadio Dino Manuzzi (12 994 spett.)\| Arbitro: \| Amendolia (Messina) \| |
| Arbitro:                          | Amendolia (Messina) |               |       |                                                                          |

| Arbitro: | Pairetto (Torino) |

|                                          |           |  |
| Di Canio 53’ Sosa 79’ (rig.), 85’ (rig.) | Marcatori |  |

| Arbitro: | Pezzella (Frattamaggiore) |

|                                          |           |  |
| Morello 39’ Brehme 52’ (rig.) Serena 67’ | Marcatori |  |

| Arbitro: | Di Cola (Avezzano) |

|              |           |                |
| Amarildo 13’ | Marcatori | 36’, 38’ Evair |

| Arbitro: | D'Elia (Salerno) |

|              |           |             |
| Giannini 83’ | Marcatori | 65’ Bertoni |

| Roma 26 novembre 1989 13ª giornata | Lazio              | 0 – 0 referto | Genoa | Stadio Flaminio (17 901 spett.)\| Arbitro: \| Sguizzato (Verona) \| |
| Arbitro:                           | Sguizzato (Verona) |               |       |                                                                     |

| Arbitro: | Frigerio (Milano) |

|                       |           |                     |
| Di Canio 18’ Sosa 78’ | Marcatori | 43’, 79’ João Paulo |

| Ascoli Piceno 10 dicembre 1989 15ª giornata | Ascoli           | 0 – 0 referto | Lazio | Stadio Cino e Lillo Del Duca (9 009 spett.)\| Arbitro: \| Lanese (Messina) \| |
| Arbitro:                                    | Lanese (Messina) |               |       |                                                                               |

| Arbitro: | Beschin (Legnago) |

|  |           |                              |
|  | Marcatori | 76’ (aut.) Vanoli 86’ G. Pin |

| Arbitro: | Agnolin (Bassano del Grappa) |

|                              |           |  |
| Amarildo 36’, 81’ G. Pin 77’ | Marcatori |  |

#### Girone di ritorno
| Arbitro: | Lo Bello (Siracusa) |

|                            |           |  |
| R. Mancini 82’, 86’ (rig.) | Marcatori |  |

| Arbitro: | D'Elia (Salerno) |

|              |           |                                  |
| Amarildo 66’ | Marcatori | 5’ Massaro 10’ Fuser 71’ Colombo |

| Arbitro: | Sguizzato (Verona) |

|                        |           |             |
| Dezotti 55’ Limpar 79’ | Marcatori | 82’ Bergodi |

| Arbitro: | Cornieti (Forlì) |

|          |           |           |
| Sosa 33’ | Marcatori | 70’ Kubík |

| Lecce 28 gennaio 1990 22ª giornata | Lecce           | 0 – 0 referto | Lazio | Stadio Via del Mare (14 258 spett.)\| Arbitro: \| Magni (Bergamo) \| |
| Arbitro:                           | Magni (Bergamo) |               |       |                                                                      |

| Roma 4 febbraio 1990 23ª giornata | Lazio             | 0 – 0 referto | Verona | Stadio Flaminio (19 500 spett.)\| Arbitro: \| Dal Forno (Ivrea) \| |
| Arbitro:                          | Dal Forno (Ivrea) |               |        |                                                                    |

| Arbitro: | Amendolia (Messina) |

|               |           |  |
| Casiraghi 72’ | Marcatori |  |

| Arbitro: | Beschin (Legnago) |

|                                       |           |  |
| G. Pin 36’, 46’ Amarildo 49’ Sosa 53’ | Marcatori |  |

| Arbitro: | Nicchi (Arezzo) |

|                        |           |            |
| B. Giordano 26’ (rig.) | Marcatori | 40’ G. Pin |

| Arbitro: | Lanese (Messina) |

|                            |           |                |
| Sosa 11’ (rig.) G. Pin 50’ | Marcatori | 43’ Mandorlini |

| Arbitro: | Trentalange (Torino) |

|                                                       |           |  |
| Caniggia 34’, 37’ G. Bresciani 49’ Madonna 58’ (rig.) | Marcatori |  |

| Arbitro: | F. Baldas (Trieste) |

|  |           |            |
|  | Marcatori | 30’ Völler |

| Arbitro: | Bruni (Arezzo) |

|                      |           |                                  |
| D. Fontolan 48’, 80’ | Marcatori | 38’ (aut.) Collovati 74’ Bertoni |

| Bari 8 aprile 1990 31ª giornata | Bari            | 0 – 0 referto | Lazio | Stadio della Vittoria (22 000 spett.)\| Arbitro: \| Boggi (Salerno) \| |
| Arbitro:                        | Boggi (Salerno) |               |       |                                                                        |

| Arbitro: | Felicani (Bologna) |

|                                         |           |  |
| Sosa 6’ Amarildo 37’ F. Marchegiani 38’ | Marcatori |  |

| Roma 22 aprile 1990 33ª giornata | Lazio           | 0 – 0 referto | Udinese | Stadio Flaminio (19 000 spett.)\| Arbitro: \| Magni (Bergamo) \| |
| Arbitro:                         | Magni (Bergamo) |               |         |                                                                  |

| Arbitro: | Sguizzato (Verona) |

|           |           |  |
| Baroni 7’ | Marcatori |  |

### Coppa Italia

#### Turni preliminari
| Arbitro: | Guidi (Bologna) |

|                                  |           |  |
| Chiodini 12’ (aut.) Di Canio 41’ | Marcatori |  |

| Arbitro: | D'Elia (Salerno) |

|               |           |                               |
| Amarildo 107’ | Marcatori | 91’ B. Giordano 97’ Marronaro |

## Statistiche

### Statistiche di squadra
| Competizione | Punti | In casa | In casa | In casa | In casa | In casa | In casa | In trasferta | In trasferta | In trasferta | In trasferta | In trasferta | In trasferta | Totale | Totale | Totale | Totale | Totale | Totale | DR |
| Competizione | Punti | G       | V       | N       | P       | Gf      | Gs      | G            | V            | N            | P            | Gf           | Gs           | G      | V      | N      | P      | Gf     | Gs     | DR |
| ------------ | ----- | ------- | ------- | ------- | ------- | ------- | ------- | ------------ | ------------ | ------------ | ------------ | ------------ | ------------ | ------ | ------ | ------ | ------ | ------ | ------ | -- |
| Serie A      | 31    | 17      | 6       | 7       | 4       | 25      | 14      | 17           | 2            | 8            | 7            | 9            | 19           | 34     | 8      | 15     | 11     | 34     | 33     | +1 |
| Coppa Italia |       | 2       | 1       | 0       | 1       | 3       | 2       | 0            | 0            | 0            | 0            | 0            | 0            | 2      | 1      | 0      | 1      | 3      | 2      | +1 |
| Totale       |       | 19      | 7       | 7       | 5       | 28      | 16      | 17           | 2            | 8            | 7            | 9            | 19           | 36     | 9      | 15     | 12     | 37     | 35     | +2 |

### Statistiche dei giocatori
Nel conteggio delle reti realizzate si aggiungano quattro autoreti a favore in campionato e un'autorete a favore in Coppa Italia.
| Giocatore      | Serie A  | Serie A | Coppa Italia | Coppa Italia | Totale   | Totale |
| Giocatore      | Presenze | Reti    | Presenze     | Reti         | Presenze | Reti   |
| -------------- | -------- | ------- | ------------ | ------------ | -------- | ------ |
| Amarildo       | 29       | 8       | 2            | 1            | 31       | 9      |
| C. Bergodi     | 32       | 1       | 2            | 0            | 34       | 1      |
| A. Bertoni     | 26       | 2       | 2            | 0            | 28       | 2      |
| P. Beruatto    | 10       | 0       | 2            | 0            | 12       | 0      |
| O. Biagioni    | -        | -       | -            | -            | -        | -      |
| P. Di Canio    | 24       | 3       | 2            | 1            | 26       | 4      |
| V. Fiori       | 28       | -25     | 2            | -2           | 30       | -27    |
| A. Gregucci    | 29       | 1       | 1            | 0            | 30       | 1      |
| A. Icardi      | 28       | 0       | 1            | 0            | 29       | 0      |
| A. Manetti     | -        | -       | 1            | 0            | 1        | 0      |
| F. Marchegiani | 16       | 1       | 2            | 0            | 18       | 1      |
| M. Monti       | 10       | 0       | 1            | 0            | 11       | 0      |
| M. Nardecchia  | 6        | 0       | -            | -            | 6        | 0      |
| D. Olivares    | 2        | 0       | -            | -            | 2        | 0      |
| F. Orsi        | 8        | -8      | -            | -            | 8        | -8     |
| G. Pin         | 31       | 6       | 2            | 0            | 33       | 6      |
| M. Piscedda    | 7        | 0       | -            | -            | 7        | 0      |
| C. Sclosa      | 29       | 0       | 2            | 0            | 31       | 0      |
| R. Sergio      | 31       | 0       | -            | -            | 31       | 0      |
| R. Soldà       | 33       | 0       | 2            | 0            | 35       | 0      |
| R. Sosa        | 27       | 8       | -            | -            | 27       | 8      |
| P. Troglio     | 24       | 0       | 1            | 0            | 25       | 0      |